# Johan Geleyns (politicus)
Johan Geleyns (Leuven, 13 september 1967) is een Belgisch landbouwer en christendemocratisch politicus. Momenteel is hij schepen van de stad Leuven.

## Levensloop

### Landbouwer
Geleyns werd geboren in een landbouwersgezin en baatte samen met zijn vader een landbouwbedrijf uit in Wilsele, een deelgemeente van Leuven. Na het overlijden van zijn vader in 2015 zette hij het bedrijf verder. Geleyns is de zevende generatie die het familiale landbouwbedrijf verderzet.
Hij was ook actief bij de Boerenbond als arrondissementeel voorzitter voor Leuven.

### Politieke carrière
In 2006 nam Geleyns voor het eerst deel aan de gemeenteraadsverkiezingen, op de lijst van de politieke partij CD&V. Hij veroverde met 943 voorkeurstemmen een zetel in de gemeenteraad van Leuven. In 2012 werd hij met 1069 voorkeurstemmen herkozen in de gemeenteraad. Twee jaar later, in 2014, werd hij als fractieleider van de CD&V-gemeenteraadsleden aangeduid.
Ook bij de gemeenteraadsverkiezing van 2018 werd hij herkozen, met 1071 voorkeurstemmen. Zijn 25-jarige zoon, Ruben Geleyns, wist bij deze verkiezing met 700 voorkeurstemmen ook een zitje in de gemeenteraad te bemachtigen. Aangezien bloedverwanten tot en met de twee graad niet samen kunnen zetelen volgens het Decreet Lokaal Bestuur werd in onderling overleg afgesproken dat zoon Ruben afstand nam van zijn mandaat. Johan Geleyns werd na zijn eedaflegging herbevestigd als fractieleider van de Leuvense christendemocraten in de gemeenteraad.
In 2019 werd Geleyns schepen. Dit doordat de Leuvense partijafdeling een cumulverbod hanteert waarbij een schepen niet gelijktijdig een parlementair mandaat mag opnemen. Met het oog op de aankomende federale verkiezing van 26 mei 2019 kreeg toenmalig Kamerlid Els Van Hoof een uitzondering en mocht van het lokaal partijbestuur het schepenambt opnemen, met dien verstande dat na de federale verkiezingsuitslag een definitieve keuze gemaakt moest worden tussen de twee mandaten. 
Van Hoof werd verkozen tot lid van de Kamer van volksvertegenwoordigers en kondigde daarop aan dat ze zich als schepen zou laten vervangen. Johan Geleyns werd door het partijbestuur aangeduid als opvolger en legde op 21 oktober 2019 de eed af als schepen. Hij nam de bevoegdheden Sport, Handel en Werk over van Van Hoof. Hij is de eerste landbouwer ooit die tot het Leuvens college van burgemeester en schepenen toetreedt. Zijn eedaflegging werd door collega-landbouwers in de kijker gezet door met tractoren naar het historisch stadhuis te rijden om de eedaflegging bij te wonen.

## Persoonlijk
Geleyns is gehuwd en vader van twee kinderen, waaronder een zoon, Ruben Geleyns, die in 2020 het nationaal voorzitterschap van JONGCD&V waarnam. Geleyns deelt zijn naam met zijn neef in de tweede generatie: Johan Geleyns (1965-2009), een Belgisch basketbalcoach en -speler.